# Magomed Musalov
Magomed Achmedovič Musalov (in russo Магомед Ахмедович Мусалов?; Chuštada, 9 febbraio 1994) è un calciatore russo, difensore del Černomorec Novorossijsk.

## Caratteristiche tecniche
È un terzino sinistro.

## Carriera
Cresciuto nelle giovanili dell'Anži, ha esordito in prima squadra il 30 maggio 2015 in occasione del match vinto 3-0 contro il Sachalin.

## Statistiche

### Presenze e reti nei club
Statistiche aggiornate al 15 novembre 2018.
| Stagione        | Squadra         | Campionato      | Campionato | Campionato | Coppe nazionali | Coppe nazionali | Coppe nazionali | Coppe continentali | Coppe continentali | Coppe continentali | Altre coppe | Altre coppe | Altre coppe | Totale | Totale | Totale |
| Stagione        | Squadra         | Comp            | Pres       | Reti       | Comp            | Pres            | Reti            | Comp               | Pres               | Reti               | Comp        | Pres        | Reti        | Pres   | Reti   |        |
| --------------- | --------------- | --------------- | ---------- | ---------- | --------------- | --------------- | --------------- | ------------------ | ------------------ | ------------------ | ----------- | ----------- | ----------- | ------ | ------ | ------ |
| 2014-2015       | Anži-2          | PPF             | 26         | 2          |                 | -               | -               |                    | -                  | -                  |             | -           | -           | 26     | 2      |        |
| 2014-2015       | Anži            | 1D              | 1          | 0          | CR              | 0               | 0               |                    | -                  | -                  |             | -           | -           | 1      | 0      |        |
| 2015-2016       | Anži            | PL              | 9+2        | 1+0        | CR              | 0               | 0               |                    | -                  | -                  |             | -           | -           | 11     | 1      |        |
| 2016-2017       | Anži            | PL              | 29         | 0          | CR              | 2               | 0               |                    | -                  | -                  |             | -           | -           | 31     | 0      |        |
| 2017-2018       | Anži            | PL              | 13         | 0          | CR              | 0               | 0               |                    | -                  | -                  |             | -           | -           | 13     | 0      |        |
| 2018-2019       | Achmat Groznyj  | PL              | 3          | 0          | CR              | 1               | 0               |                    | -                  | -                  |             | -           | -           | 4      | 0      |        |
| Totale carriera | Totale carriera | Totale carriera | 83         | 3          |                 | 3               | 0               |                    | -                  | -                  |             | -           | -           | 86     | 3      |        |